# Alvaradoia sardoa
Alvaradoia sardoa là một loài bướm đêm trong họ Noctuidae.